# Крістіан Бартфаї
Крістіан Бартфаї (угор. Bártfai Krisztián; 16 липня 1974, Вац) — угорський весляр-байдарочник, виступав за збірну Угорщини від 1992 до 2001 року. Бронзовий призер літніх Олімпійських ігор в Сіднеї, чемпіон світу, срібний призер чемпіонатів Європи, переможець багатьох регат національного та міжнародного значення.

## Життєпис
Крістіан Бартфаї народився 16 липня 1974 року в місті Ваці, медьє Пешт. Активно займатися веслуванням на байдарці почав з раннього дитинства, проходив підготовку в місцевому спортивному клубі «Ваці Хайо» і пізніше в Будапешт, в клубі MTK.
Першого серйозного успіху на дорослому міжнародному рівні досяг 1992 року, коли потрапив до основного складу угорської національної збірної й завдяки низці вдалих виступів удостоївся права захищати честь країни на літніх Олімпійських іграх у Барселоні. Стартував у двійках разом з напарником Андрашом Райною на дистанції 1000 метрів, дійшов до фіналу, але у вирішальному заїзді фінішував лише шостим.
1995 року Бартфаї виступив на чемпіонаті світу в німецькому Дуйсбурзі, де чотири рази піднімався тут на п'єдестал пошани: здобув бронзову медаль у двійках на двохстах метрах, срібну медаль у двійках на п'ятистах метрах, золоту медаль у четвірках на двохстах метрах і ще одну срібну медаль в четвірках на тисячі метрів. Бувши одним з лідерів веслувальної команди Угорщини, успішно пройшов кваліфікацію на Олімпійські ігри 1996 року в Атланті — в заліку двомісних байдарок на дистанції 500 метрів спільно з Жолтом Дьюлаї повторив результат чотирирічної давнини, знову став у фіналі шостим.
На чемпіонаті світу 1997 року в канадському Дартмуті Бартфаї взяв бронзу в півкілометровій гонці двомісних екіпажів і срібло в двухсотметровій гонці чотиримісних. Рік по тому на домашній світовій першості в Сегеді додав до послужного списку бронзову медаль у двійках на п'ятистах метрах, а також срібні медалі в четвірках на п'ятистах і тисячі метрів. На європейській першості 2000 року в польській Познані став срібним призером у кілометровій програмі байдарок-двійок. Пізніше вирушив представляти країну на Олімпійських іграх в Сіднеї, де завоював бронзову нагороду у двійках на п'ятистах метрах в парі з Крістіаном Веребом — краще фінішували лише екіпажі з Італії та Швеції.
Ставши бронзовим олімпійським призером, Крістіан Бартфаї ще протягом деякого часу залишався в основному складі угорської національної збірної й продовжував брати участь у найбільших міжнародних регатах. Так, у 2001 році він побував на чемпіонаті Європи в Мілані, звідки привіз дві срібні нагороди, які виграв у заліку двомісних байдарок на дистанціях 500 і 1000 метрів. В тому ж сезоні виступив на світовій першості в Познані, де став срібним призером у кілометровій гонці байдарок-двійок. Невдовзі після закінчення цих змагань вирішив завершити кар'єру професійного спортсмена.